# Station Boxmeer

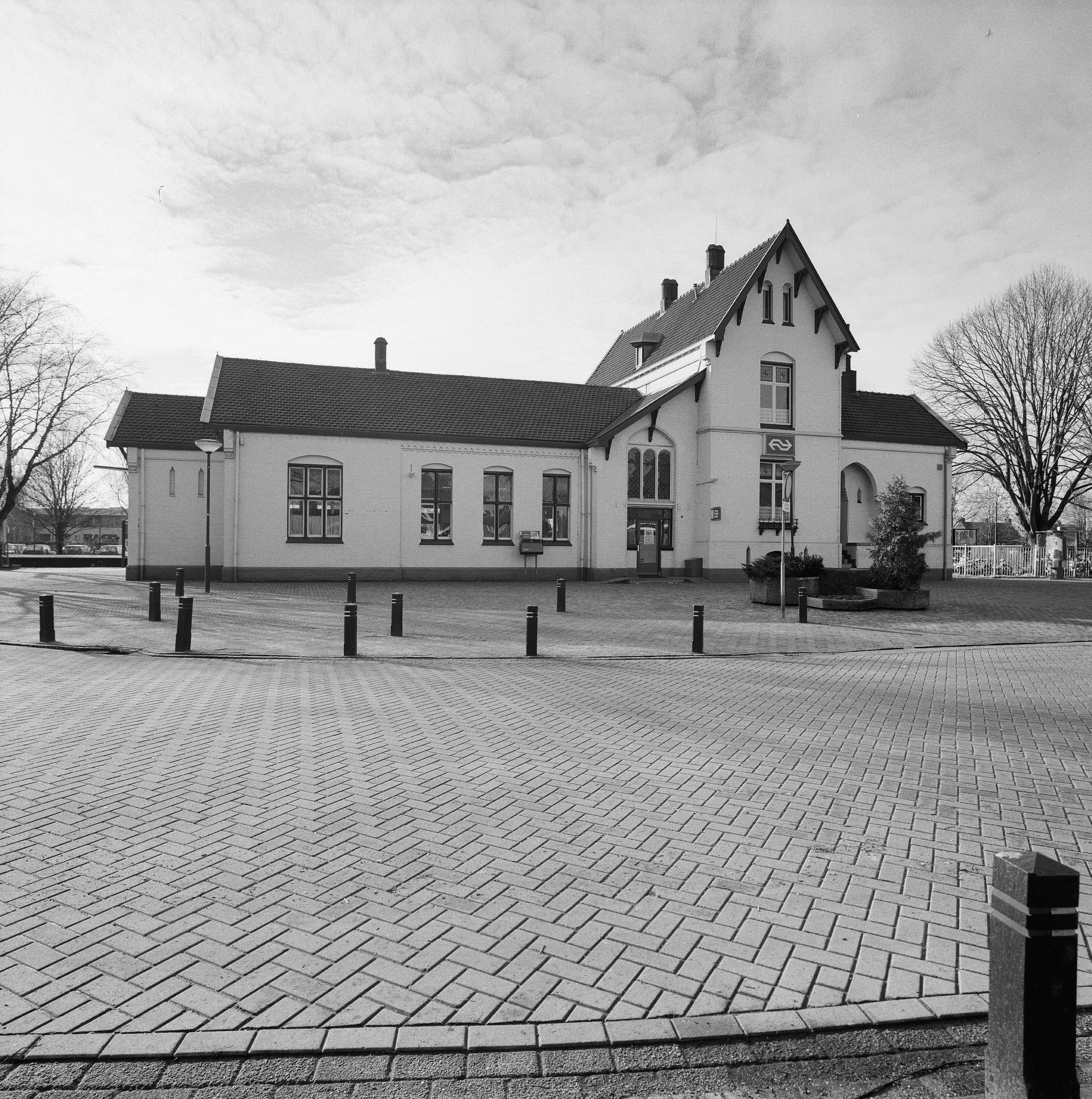
Straatzijde van station Boxmeer in 1997.

Station Boxmeer is een spoorwegstation in het Noord-Brabantse dorp Boxmeer. Het station, dat is gelegen aan de Maaslijn, is geopend in 1883.
Het witte stationsgebouw van het type Hemmen is gebouwd in 1882. Architect is M.A. van Wadenoyen, die eveneens station Venray ontwierp. Station Boxmeer is een asymmetrisch gebouw waarvan het hoge gedeelte is ingericht als woning. De toegangsdeuren tot de mini-supermarkt (overigens zonder kaartverkoop), bevinden zich in het midden van de gevel. Het station dient tevens als inspiratie voor het Nederlandse station in het Japanse Huis Ten Bosch.

## Treinverbindingen
Deze treindienst wordt verzorgd door Arriva. De stoptrein RS11 (Nijmegen - Roermond) rijdt twee keer per uur. Sinds 12 maart 2007 rijden er tevens spitstreinen tussen Nijmegen en Boxmeer, waardoor er op dit gedeelte van de Maaslijn een kwartierdienst ontstond tijdens de spitsuren. Sinds december 2007 is deze spitstrein doorgetrokken naar Venray.
De volgende treinseries halteren in de dienstregeling 2025 te Boxmeer:
| Serie       | Treinsoort         | Route                                          | Bijzonderheden                                                                                |
| ----------- | ------------------ | ---------------------------------------------- | --------------------------------------------------------------------------------------------- |
| 32200 RS 11 | Stoptrein (Arriva) | Nijmegen – Boxmeer – Venray – Venlo – Roermond |                                                                                               |
| 32300 RS 11 | Stoptrein (Arriva) | Nijmegen – Boxmeer – Venray – Venlo            | Rijdt niet 's avonds en in het weekend. De laatste drie ritten vanaf Nijmegen gaan tot Venlo. |

## Voor- en natransport
Er is een fietsenstalling aanwezig met zowel onbewaakte stallingsmogelijkheden als fietskluizen. Er zijn drie parkeerplaatsen voor reizigers te vinden: twee aan de oostzijde van het spoor en één aan de westzijde van het station. Deze laatste is opgeleverd in november 2006. Aan de westzijde bevindt zich nog een grote parkeerplaats die eigendom is van ProRail, maar deze is verhuurd aan Intervet en daarom niet toegankelijk voor reizigers.
De volgende bussen doen station Boxmeer aan:
| Lijn | Route | Vervoerder | Soort     |
| ---- | --- | ---------- | --------- |
| 23   | Boxmeer - Sint Anthonis - Oploo - De Rips - Milheeze - Bakel - Helmond                                                           | Hermes     | Streekbus |
| 82   | Boxmeer - Sint Anthonis - Stevensbeek - Overloon - Venray                                                                        | Arriva     | Streekbus |
| 84   | Gennep - Oeffelt - Beugen - Boxmeer                                                                                              | Arriva     | Streekbus |
| 85   | Boxmeer - Heijen - Afferden - Siebengewald                                                                                       | Arriva     | Streekbus |
| 123  | Boxmeer - Sint Anthonis - Elsendorp - Gemert                                                                                     | Hermes     | Spitsbus  |
| 238  | Grave - Escharen - Gassel - Beers - Cuijk - Sint Agatha - Oeffelt - Beugen - Boxmeer                                             | Arriva     | Buurtbus  |
| 255  | Boxmeer - Sambeek - Vortum-Mullem - Groeningen - Vierlingsbeek - Maashees - Holthees - Smakt - Venray                            | Arriva     | Buurtbus  |
| 292  | Sint Anthonis - Oploo - Westerbeek - Landhorst - Wilbertoord - Mill - Wanroij - Ledeacker - Sint Anthonis - Boxmeer - Rijkevoort | Arriva     | Buurtbus  |
| 684  | Gennep - Oeffelt - Beugen - Boxmeer                                                                                              | Arriva     | Schoolbus |
| 692  | Wilbertoord ← Mill - Wanroij - Rijkevoort - Ledeacker - Sint Anthonis - Boxmeer                                                  | Arriva     | Schoolbus |

## Afbeeldingen

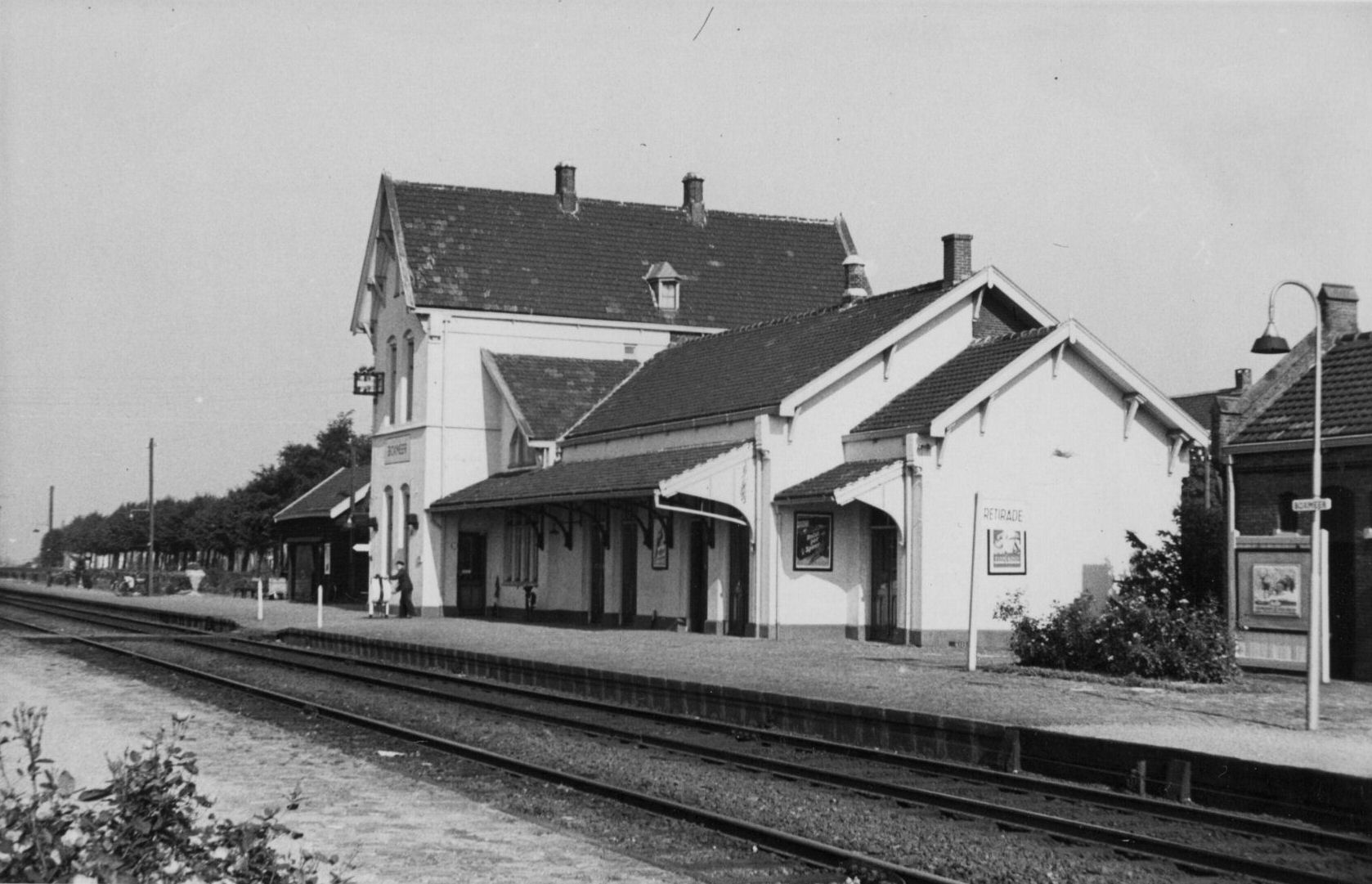
Station in de periode 1920-1939
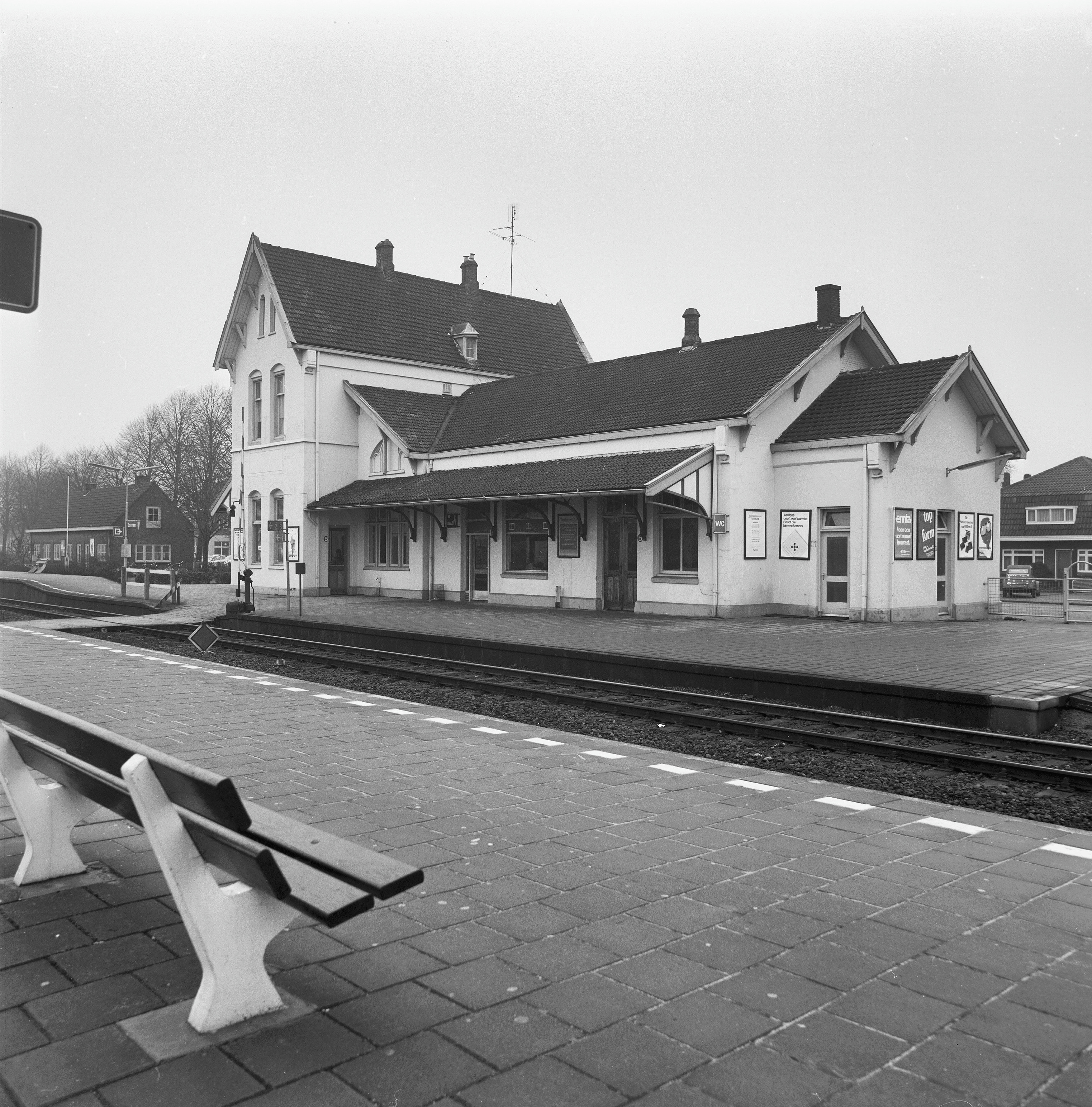
Station in 1974
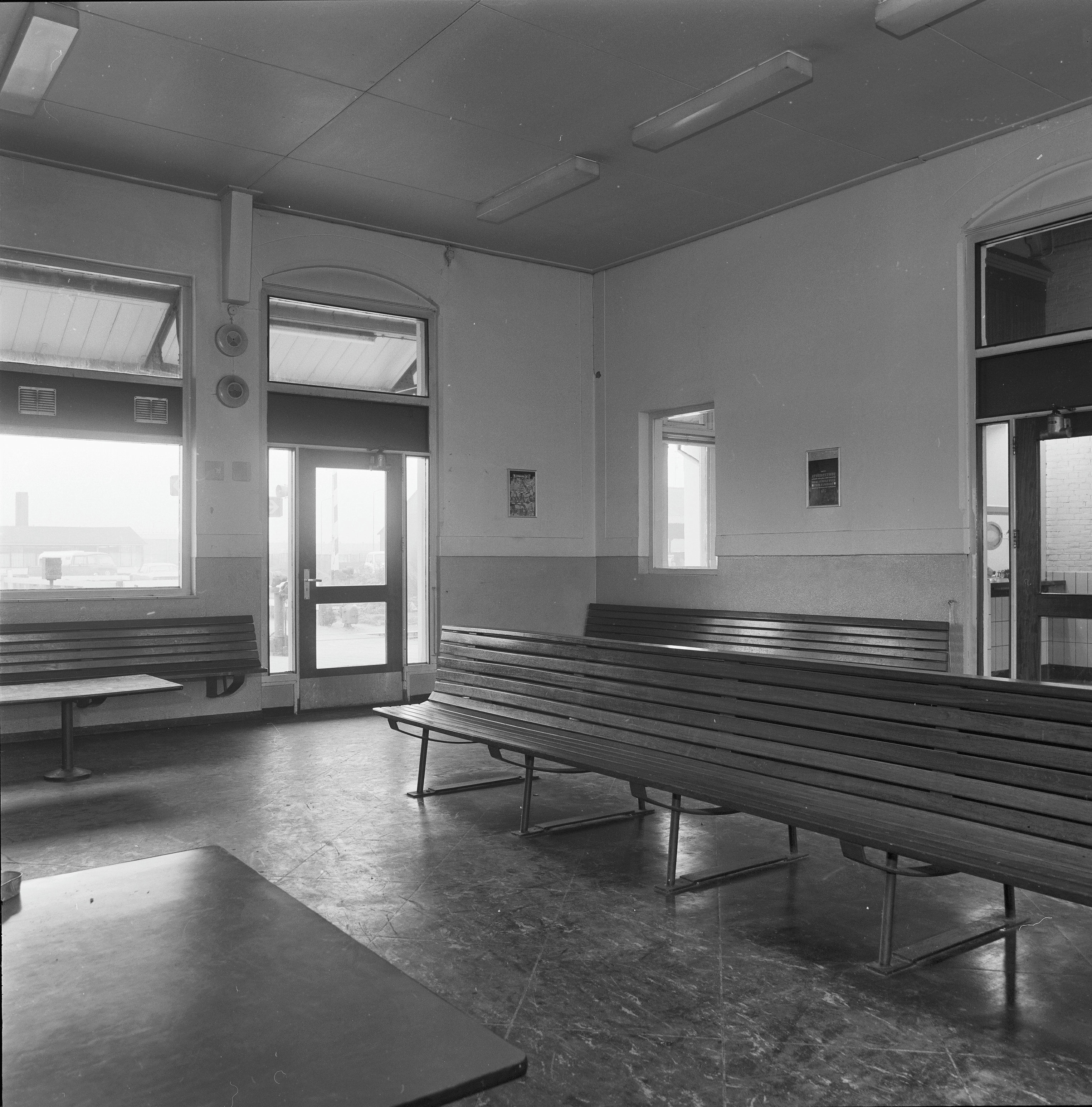
Wachtruimte op het station (1974)
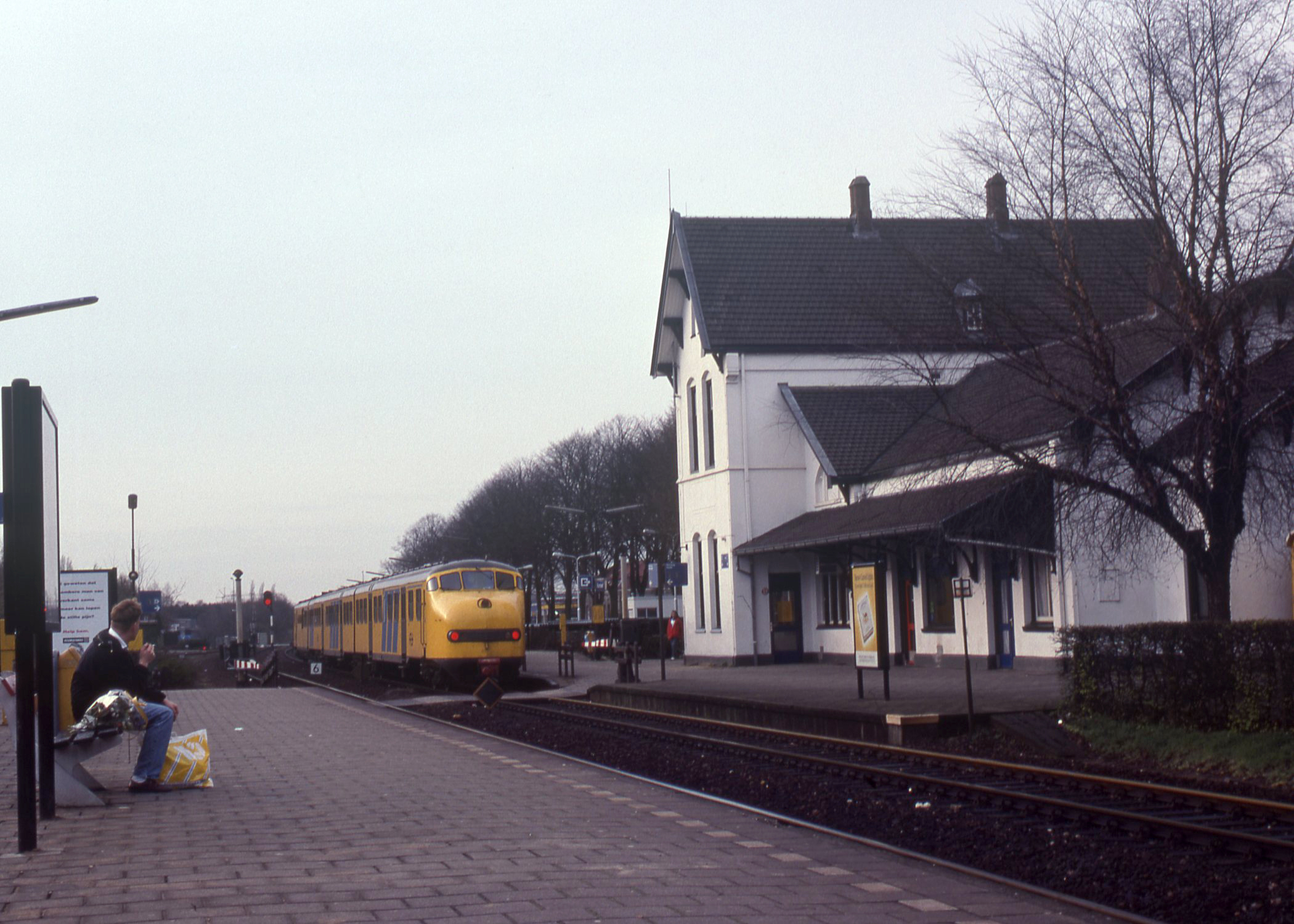
Station in 1993. Plan U op het station
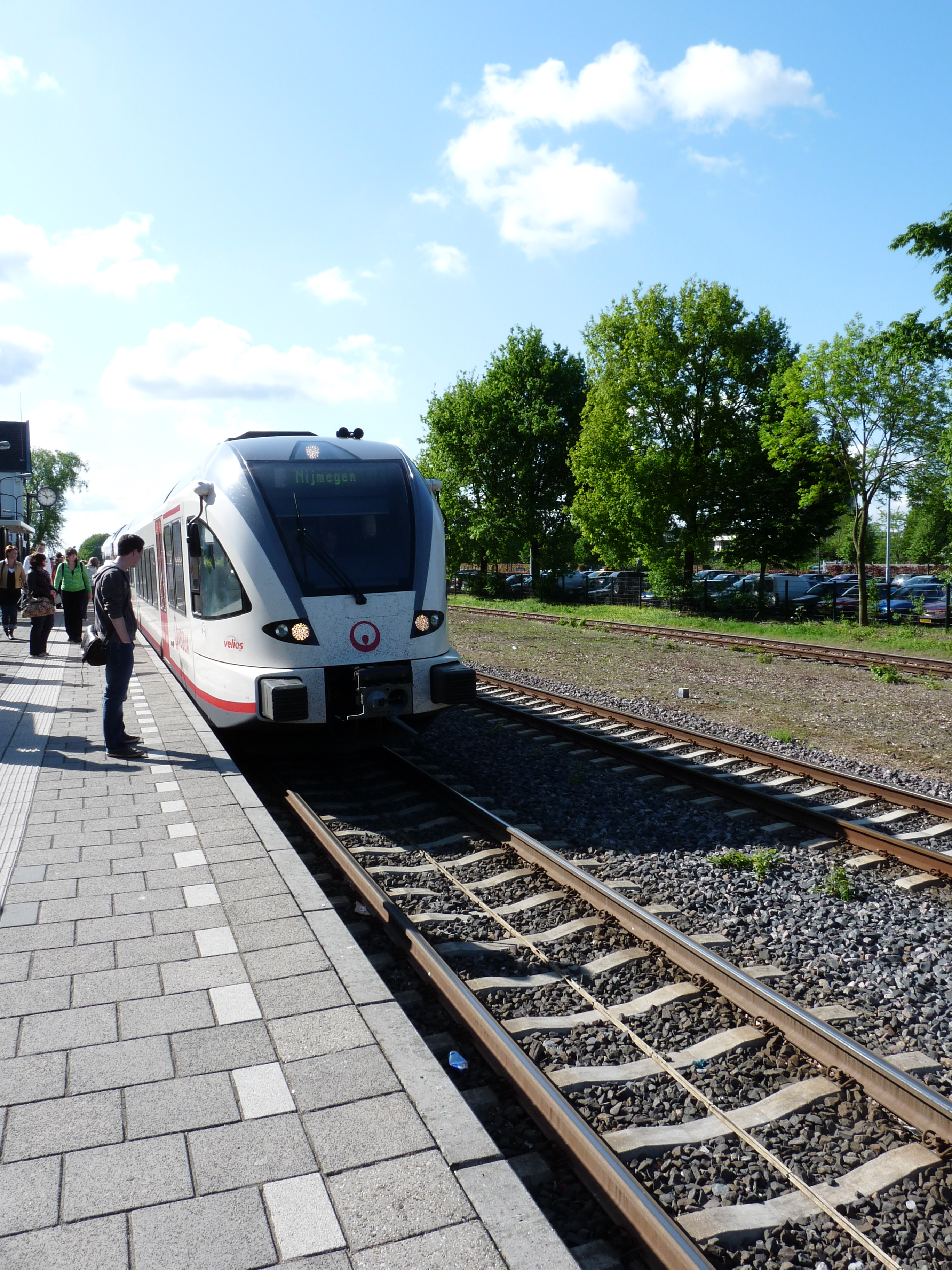
Limburgse GTW van Veolia op het station
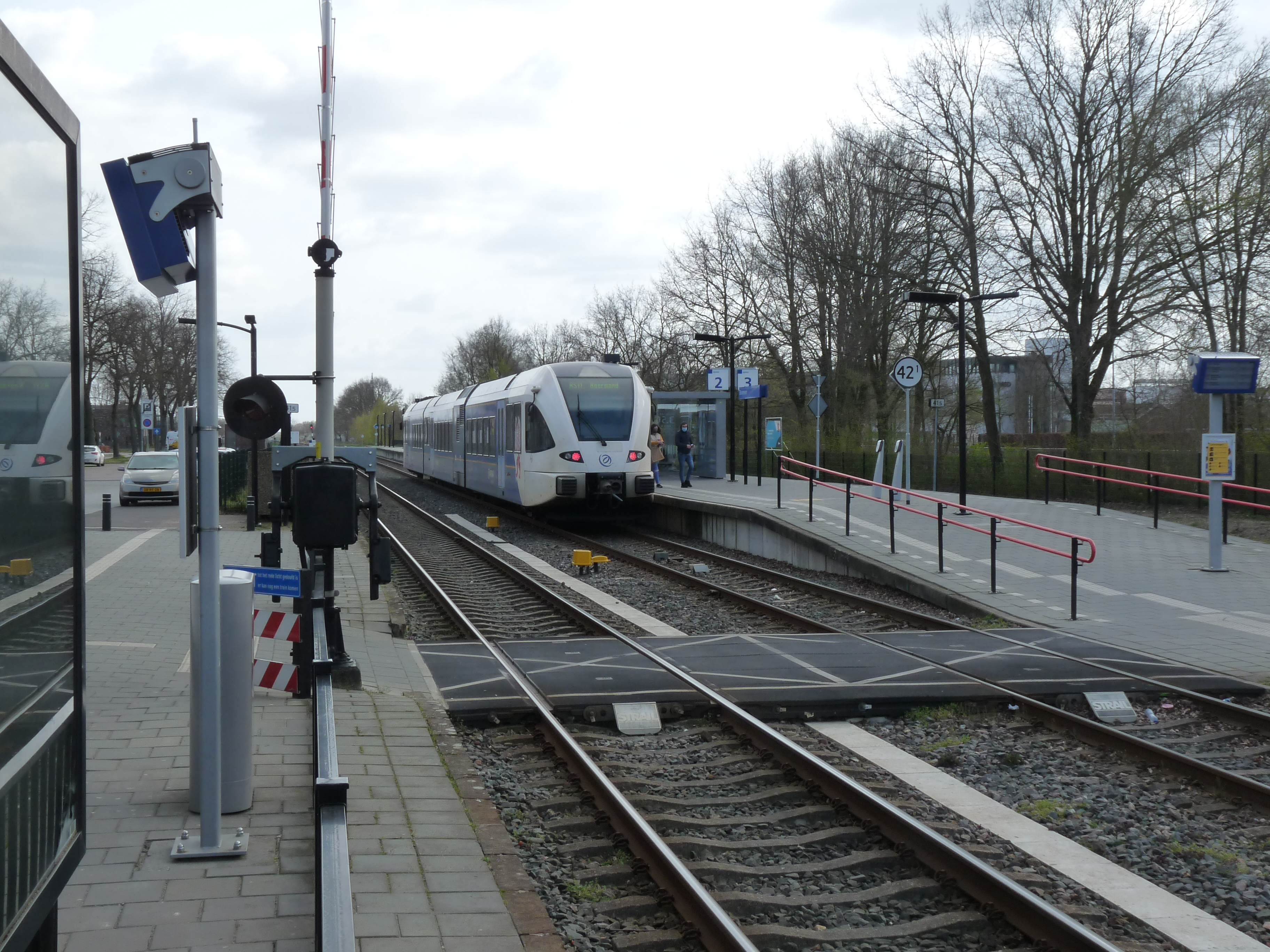
GTW van Arriva op het station